# جزيرة رينغيت
جزيرة رينغيت وهي جزيرة من جزر إندونيسيا، وتقع في إقليم جاكارتا.